# Chloroclydon
Chloroclydon là một chi bướm đêm thuộc họ Geometridae.

## Các loài
- Chloroclydon graphica
- Chloroclydon rinodaria